# Воронежский белозобый голубь
Воронежский белозобый (бородатые) — порода голубей, относится к обособленной группе чистых космачей. Окраска оперения характерная и существенно отличается от чистых (щитковых). Сведений о происхождении белозобых не имеется. Известно, что они разводятся с давних пор голубеводами Воронежа и считаются их породой, довольно распространены они в Тамбове, где их называют бородатыми. Белогрудые относятся к голубям крепкой, сухой конституции, имеют крепкий костяк и хорошо развитую мускулатуру, оперение гладкое, блестящее, хорошо прилегающее к телу.

## Полет
Летные качества довольно высокие, полет широко кружастый, на сравнительно большой высоте продолжительностью до двух часов, поднимаются и опускаются общей стаей.

## Содержание
Жизнеспособность и водные качества хорошие, к содержанию неприхотливы.

## Стандарт на Воронежских белозобых
Стандарта породы не имеется. Описание породных признаков Воронежского белозобого приведено в книге Н. А. Васильева и Н. С. Деркача «Голубеводство» (1971), которое принято здесь как основа для составления стандарта.

### Происхождение
Россия

### Общий вид
Голубь средних размеров (длина 32-34 см), широкогрудый, с удлиненным корпусом, на низких сильно оперенных ногах, грудь красиво закруглена и выгнута вперед, продолговато-узкая голова сзади укрыта небольшим острым чубом, рисунок окраски характерный. Голубь имеет красивую, гордую осанку, весёлый, живой темперамент.

### Расовые признаки
- Голова: продолговатая, узкая, полукруглая; линия лба полого спускается к клюву и составляет с ним почти прямую линию; темя слегка закруглено и плавно сопрягается со лбом и затылком; острый чуб как бы удлиняет затылочную область и не делает затылок круто спадающим.
- Глаза: выразительные, зрачок маленький, темный, расположен в центре глаза; радужная оболочка темная; веко узкое, тонкое, нежное, белого цвета.
- Клюв: пропорционален голове, средней длины, достаточно тонкий, острый, слегка загнутый на конце, светлый (воскового цвета); хорошо сомкнут; восковицы небольшие, хорошо прилегают к клюву, белые, нежные.
- Шея: довольно полная, средней длины, у головы тонкая и заме но расширяется к плечам; линия шеи впереди, опускаясь вниз и немного вперед, плавно (без излома) сопрягается с линией груди, сзади довольно круто спадает и плавно сопрягается со спиной.
- Спина: в плечах довольно широкая, удлиненная, слегка поката. к хвосту и составляет с ним прямую линию.
- Крылья: длинные, сильные, плотно прижатые к туловищу, хорош сомкнуты, концами лежат на хвосте и почти сходятся концами, но не перекрещиваются; перо крыльев широкое, эластичное, что характеризует хорошие летные качества голубя.
- Хвост: полный, состоит из 12-14 рулевых перьев, прямой, одинаковой ширины по всей длине, с линией спины составляет прямую линию.
- Ноги: низкие, средне мощного строения, с довольно сильным оперением голени и пальцев (косматые), космы длиною от 5 до 8 см, внизу собраны в виде тарелки; когти рогового цвета.

### Цвет и рисунок
Оперение всего тела цветное, за исключением груди, шеи и верхней части головы; основная окраска может быть: светло-серо-голубая, угольно-чёрная или песочная; грудь шея, верхняя часть головы — белые; передняя часть головы и шеи окрашены по цвету тела, причем, рисунок окраски шеи должен быть симметричным (в виде маски); щитки украшены двумя ровными узкими или средней ширины белыми поясами; космы окрашены по цвету тела. Могут быть разновидности и со сплошной, одноцветной окраской («цыганы») тех же цветов, что и белогрудые, в этом случае пояса на щитках темные.

### Мелкие допустимые недостатки
Крутой, широкий лоб; темный цвет клюва; укороченные крылья и хвост; крылья опущены ниже хвоста, несимметрично окрашенные щеки; отдельные цветные перья и небольшие пятна на груди и шее; белые пятна (заходы) на плечах цветного щитка, неровные с окаймлением пояса; средне высокие ноги, слабое оперение ног и неправильно собранные космы (с просветами и торчащими перьями), темные когти.

### Крупные недопустимые недостатки
Мелкие размеры голубя; грубая, массивная голова; не темный цвет радужной оболочки; широкое, с красными прожилками и пятнами веко; разноглазие; неправильный рисунок окраски, пестрота, большие цветные пятна на груди и шее, белые пятна на щитках, белое оперение подбрюшины, ног и бедер под крыльями (паха), белые перья в маховых крыльев и в хвосте, следы третьего пояса.